# Compsocryptus aridus
Compsocryptus aridus là một loài tò vò trong họ Ichneumonidae.